# Officiant
 Der er for få eller ingen kildehenvisninger i denne artikel, hvilket er et problem. Du kan hjælpe ved at angive troværdige kilder til de påstande, som fremføres i artiklen.
 Denne artikel bør gennemlæses af en person med fagkendskab for at sikre den faglige korrekthed.

Officiantsgruppen var en gruppe af befalingsmænd i det danske militær i perioden 1922-1951.

## Indførelse
I 1922 blev sergenter og oversergenter underofficerer af reserven; de måtte, hvis de ville fastansættes, lade sig uddanne til officianter. Der var fire grader: officiant, overofficiant, stabsofficant, korpsofficiant. Officianter m.v. var ikke officerer, men en gruppe befalingsmænd, ligestillet med officerer. De var specialt uddannet i f.eks. gymnastik, skydning, ridning m.v.

## Gradstegn og rang
Gradstegnene var:
| Grad                      | Rang                       | Distinktion |
| ------------------------- | -------------------------- | ----------- |
| Officiant                 | efter sekondløjtnant       |             |
| Overofficiant             | efter løjtnant af reserven |             |
| Stabsofficiant            | efter premierløjtnant      |             |
| Korpsofficiant af 2. grad | efter kaptajn              |             |
| Korpsofficiant af 1. grad | efter oberstløjtnant       |             |

## Afløsning
Officianterne afløstes i 1951 af fenrikker og overfenrikker af fenriksgruppen og officerer af specialgruppen.

## Fastansatte underofficerer, officianter m.v.
| 1785-1867            | 1867-1922    | 1922-1951              | 1951-1963                         | 1963-1969           | 1969            |
| -------------------- | ------------ | ---------------------- | --------------------------------- | ------------------- | --------------- |
| -                    | -            | Korpsofficiant 1. grad | Oberstløjtnant                    | Major (S)           | Major           |
| -                    | -            | Korpsofficiant 2. grad | Kaptajn                           | Kaptajn (S)         | Kaptajn         |
| Overkommandersergent | Stabssergent | Stabsofficiant         | Premierløjtnant af specialgruppen | Premierløjtnant (S) | Premierløjtnant |
| Kommandersergent     | Oversergent  | Overofficiant          | Overfenrik af fenriksgruppen      | Overfenrik          | Løjtnant        |
| Sergent              | Sergent      | Officiant              | Fenrik af fenriksgruppen          | Fenrik              | Sekondløjtnant  |